# Criptogamă
Criptogamele reprezintă un fost grup taxonomic care includea toate plantele fără flori și fără semințe, care se reproduc prin spori: ferigi, mușchi, alge și fungi.

## Legături externe
- „criptogamă” la DEX online